# Ana Cuesta
Ana Cuesta Herráiz (Valencia, 13 de julio de 1985) es una periodista y presentadora española.Trabaja en laSexta desde 2011. Desde 2014 es presentadora sustituta de todas las ediciones de laSexta Noticias. Y desde 2018 es copresentadora de Al Rojo Vivo.

## Trayectoria profesional
Estudió periodismo en la Universidad de Valencia. Empezó haciendo prácticas en la emisora 97. 7. En 2008 entró en Canal Nou donde fue reportera y redactora de los informativos de la cadena. También copresentó el programa matinal «Bon dia CV».
Dio el salto a la televisión nacional, a La Sexta, en primavera de 2011 en la delegación de Valencia. Después tuvo una breve estancia en Madrid y entre finales de 2012 y mediados de 2014 estuvo en la delegación de Barcelona. 
En 2014 comenzó a sustituir a Cristina Villanueva en La Sexta noticias fin de semana y también comenzó a realizar sustituciones en otras ediciones, alternándolo todo ello con labores de edición y de reportera. Entre 2015 y 2017 siguió cubriendo acontecimientos informativos como reportera.
Desde 2018 es copresentadora y hace conexiones desde la redacción de Al rojo vivo y es presentadora itinerante de La Sexta noticias, sobre todo de la primera edición presentada por Helena Resano.